# Elisa Zamacois
Elisa Petra Zamacois y Zabala (Bilbao, 29 d'abril de 1838 - Buenos Aires, novembre de 1915) va ser una soprano, actriu i pianista espanyola. Va ser germana de l'historiador i escriptor Niceto de Zamacois, del pintor Eduardo Zamacois y Zabala i del també actor Ricardo Zamacois, sent tia dels escriptors Miguel Zamacois i Eduardo Zamacois y Quintana i del musicòleg, pedagog musical i compositor Joaquim Zamacois i Soler.

## Biografia
Elisa Zamacois va ser la primera filla de Miguel Antonio de Zamacois y Berreteaga, professor del Col·legi d'Humanitats de Biscaia, i de la seva segona esposa, la vídua Ruperta Maria del Pilar de Zabala y Arauco. Va tenir una vintena de germans i nombrosos nebots, molts d'ells artistes. Del primer matrimoni del seu pare amb Juana d'Urrutia y Mendiola, va tenir 10 mig germans: Juan Ignacio, Francisco de Paula Pedro, Juan Niceto, José Leandro, Brígida, Justa, Remígia Elena, Miguel Bartolomé Dámaso, Adolfo Gregorio i Pantaleón, i 3 mig germans per part de mare. A més va tenir 7 germans més Luis Federico, Eduardo, Antonio, Carlota Pilar, Ricardo, Leonardo i Luisa Inés. Encara que de família de Bilbao, l'origen del cognom familiar se situa a Hasparren (País Basc francès), on el cognom es transcrivia Samacoys al segle XVIII.
La família es va traslladar a Madrid on, sent encara molt jove, Elisa va rebre classes de cant del mestre Francisco Asenjo Barbieri i de Luis d'Olona, aleshores professor del Reial Conservatori de Madrid. Posteriorment, va perfeccionar els seus estudis a Itàlia amb Corsi.
Aviat, la jove soprano es va orientar cap al món de la sarsuela, debutant el 1857 al Teatre de la Zarzuela de Madrid amb la sarsuela El marquès de Caravaca, de Francisco Asenjo Barbieri. A continuació, va participar en l'estrena d'una sarsuela del mestre José Casares titulada Beltrán y la Pompadour, sent els seus companys de repartiment Dolores Franco, la mezzosoprano Dolores Cortés, el tenor Rossend Dalmau i Francisco Calvet.
Va contreure matrimoni amb el baríton Enrique Ferrer, amb qui va compartir nombrosos repartiments.
El 21 de setembre de 1870 va estrenar al Teatre de la Zarzuela El molinero de Subiza, de Cristóbal Oudrid, al costat del tenor Manuel Sanz.
En 1875 va cantar al Teatre de la Zarzuela l'òpera La fille du régiment de Donizetti, al costat del tenor Francisco Villanova i del seu marit, Enrique Ferrer.
El 1876, Elisa era primera cantant de la companyia estable del Teatre de la Zarzuela, integrada entre altres per Manuel Sanz, tenor i director de la companyia, i les sopranos Matilde Franco, Enriqueta Toda i Antonia García.
L'1 de febrer de 1876 va estrenar al Teatre de la Zarzuela La marsellesa, de Manuel Fernández Caballero. Va cantar al Teatre Apolo de Madrid la sarsuela Blancos y azules, de Fernández Caballero i, en el mateix teatre, va estrenar la sarsuela Guzmán el Bueno de Tomás Bretón. Al Teatre Espanyol de Barcelona, continuant en l'any 1876, va cantar La marsellesa a més d'El barberillo de Lavapiés de Francisco Asenjo Barbieri. El 14 d'octubre de 1876, al Teatre Apolo de Madrid, va tornar a cantar de nou La marsellesa, aquesta vegada al costat del tenor Rossend Dalmau, la soprano Carolina de Uriondo, i els barítons Enrique Ferrer i Tirso Obregón.
A partir de 1878 va realitzar gires regulars per Hispanoamèrica, incloent-hi els principals teatres d'Argentina, Cuba i Mèxic.
El 1883 va obtenir un últim gran triomf cantant la sarsuela Los diamantes de la corona de Francisco Asenjo Barbieri.
En 1893 es va traslladar a Buenos Aires, on es va instal·lar, dedicant-se a l'ensenyament després de patir una estafa del seu representant.
Va morir a 77 anys, el novembre de 1915 a Buenos Aires.